# A-Acayipsin
Albums de Tarkan
Yine Sensiz
(1992) Ölürüm Sana
(1997)
A-Acayipsin est le second album du chanteur Tarkan. Sorti en 1994, celui-ci a réellement propulsé Tarkan au rang de star de la pop en Turquie où 2 millions de copies seront vendues. 750 000 exemplaires trouveront preneurs dans le reste de l'Europe, ce qui reste une performance pour un artiste turc.

## Liste des chansons
1. Hepsi Senin Mi ? - 3:51
2. Dön Bebeğim - 4:45
3. Şeytan Azapta - 5:13
4. Bekle - 5:23
5. Eyvah - 4:09
6. Kış Güneşi - 3:55
7. Unutmamalı - 5:21
8. Gül Döktüm Yollarına - 4:09
9. Durum Beter - 3:33
10. Gitme - 4:37
11. Seviş Benimle - 5:17
12. Biz Nereye - 5:00

Hepsi Senin Mi ? sera remixé en 1997 et connaîtra une sortie européenne dans la foulée de Simarik sous le titre de « Sikidim ».